# Добрі передвісники
«Добрі передвісники» (англ. Good Omens), повна назва «Добрі передвісники. Ґрунтовні і вичерпні пророцтва Агнеси Оглашенної, відьми» (англ. Good Omens: The Nice and Accurate Prophecies of Agnes Nutter, Witch) — роман, написаний англійським письменником Террі Пратчеттом у співавторстві з другом і колегою Нілом Ґейманом у 1990 році, номінований на «Всесвітню премію фентезі». Книга розповідає про народження Антихриста, кінець світу і те, як янгол Азирафаїл разом із демоном Кроулі намагаються зупинити Апокаліпсис.

## Сюжет
Настає кінець світу — прийде час Страшного суду над усіма людьми, що населяють Землю. Це погана новина для янгола Азирафаїл (ангела чину Начал з Едемського саду) і демона Кроулі (змія-спокусника). Представники Раю та Пекла, що вже багато століть мешкають на Землі, звикли до життя в затишних, комфортних умовах. Азирафаїл володіє букіністичною крамницею, а Кроулі призвичаївся до користування електронікою і вже не уявляє себе без улюбленого автомобіля Бентлі.
Крім цього, янгол і демон, незважаючи на те що є полярно протилежними істотами, звикли один до одного, уклали Угоду про взаємну допомогу і взагалі стали друзями. Отже, заради того, щоб врятувати Землю, вони вирішують працювати разом і стежити за Антихристом, який повинен був зростати в англійському містечку в родині відомого американського дипломата. Але через помилку, що сталась в лікарні, де його знайшли, хлопчик потрапив до іншої сім'ї. Одинадцять років він зростав як нормальна дитина, доки не настала година Апокаліпсису.

## Історія написання
Террі Пратчетт згадує: «Вести рахунок було доволі просто: ми пересилали один одному дискети, а я був Охоронцем Офіційного Екземпляру, — таким чином, я точно знаю, що написав трохи більше двох третин роману. Але ми телефонували один одному принаймні раз на день. Якщо під час спільного мозкового штурму у вас виникла ідея, то кому вона належить? Якщо один з вас за півгодини телефонної розмови напише дві тисячі слів, то що відбулося насправді? Більшу частину роману написав я, тому що:
1. Так склалося. Ніл працював над новими номерами коміксу «Пісочний чоловік», а я міг на деякий час відкласти «Дискосвіт» в бік.
2. Хтось один мав бути редактором — щоб складати докупи, доповнювати і скорочувати, — і, як сказано вище, ми згодилися, що редактором буду я. Якщо б ми писали графічний роман, а не звичайний, це крісло зайняв би Ніл.
3. Я — егоїст і вирішив написати усі найкращі частини, доки Ніл до них не дістався».

## Кіноверсії
Фільм був запланований режисером Террі Гілліамом. У 2002 році Гілліам все ще сподівався зняти його і навіть закінчив сценарій, але фінансування так і не з'явилося. Тоді Гілліам переключився на інші проєкти. Ходили чутки, що Кроулі мав би зіграти Джонні Депп, а Азирафаїла — Робін Вільямс. Однак Ніл Ґейман на своєму сайті спростував цю інформацію. Згідно з інтерв'ю в травні 2006 року Гілліам все ще сподівався розпочати роботу над фільмом.
У серпні 2012 року Ріанна Пратчетт, дочка Террі Пратчетта, оголосила про створення нової кінокомпанії Narrativia, яка, серед інших проєктів, має випустити серіал на основі сюжету роману «Добрі передвісники».
31 травня 2019 року відбулася прем'єра шестисерійного мінісеріалу з Девідом Теннантом та Майклом Шином у головних ролях (виробництва Amazon Prime та BBC). Пізніше цього ж року окремою книгою вийшов сценарій під назвою «Добрі передвісники. Досить ґрунтовні і доволі вичерпні пророцтва Агнеси Оглашенної, відьми». Дія роману відбувається наприкінці 1980-х, мінісеріалу — у 2018 році.

## Театральні вистави
У березні 2013 року, з дозволу Ніла Ґеймана та Террі Пратчетта, на сцені театру в Глазго була виконана адаптація «Добрих передвісників» авторства Емі Гоффа.

## Переклади українською
Українською роман вперше вийшов у 2018 році у видавництві KM Publishing.
- Ніл Ґейман (у співавторстві з Террі Пратчетом). Добрі передвісники. Переклад з англійської: Бурштина Терещенко та Олесь Петік. Київ: KM Publishing. 2018. 450 стор. ISBN 978-966-948-063-7

## Сприйняття
Оглядач сайту mrpl.city Іван Синєпалов розташував роман на 11 місці у переліку найкращих книжок, виданих українською мовою у 2018 році.

## Цікаві факти
- Азирафаїл має колекцію Біблій з помилками. Деякі з цих книг дійсно існують, а деякі існують тільки у всесвіті Добрих Передвісників.